# ANEK Lines

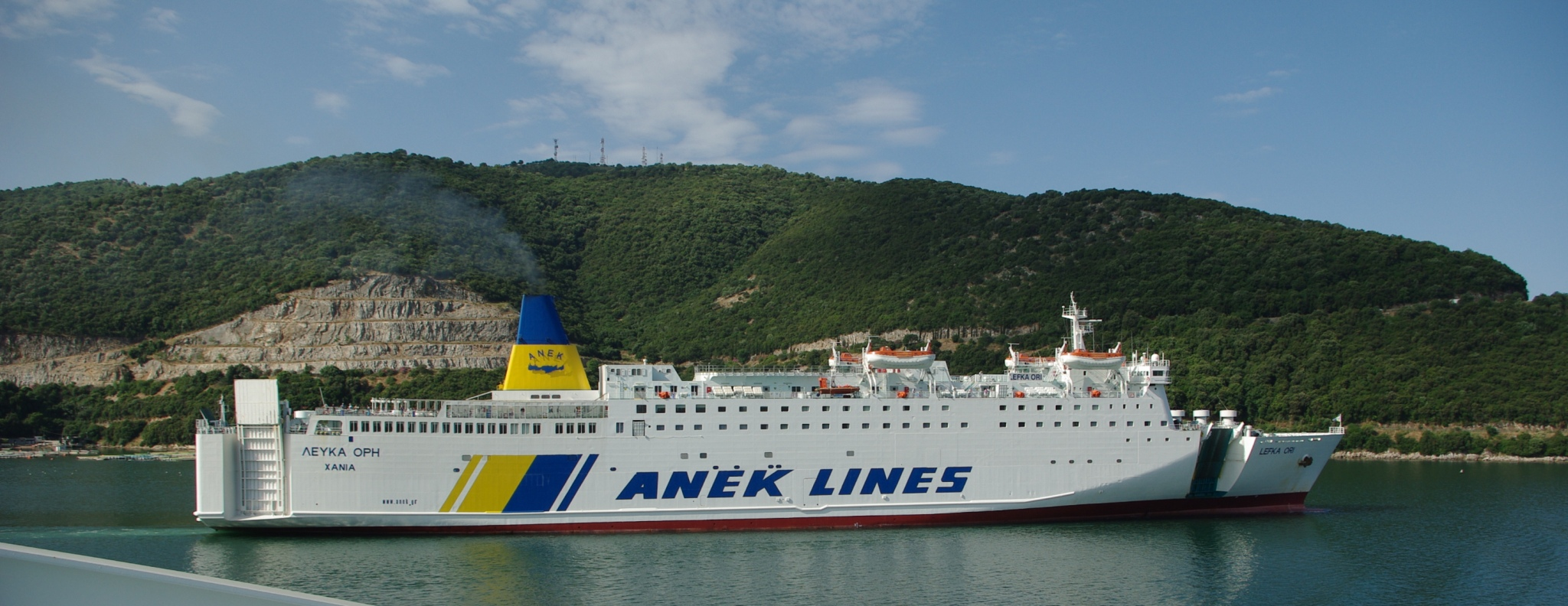
De Ferryboot Lefka Ori voor de haven van Igoemenitsa.

ANEK Lines (Grieks: Ανώνυμη Ναυτιλιακή Εταιρεία Κρήτης Α.Ε. (Α.Ν.Ε.Κ.)) is een Griekse reder die is genoteerd aan de Effectenbeurs van Athene.

## Geschiedenis
Het bedrijf werd opgericht op 10 april 1967 met de bedrijfsnaam "Anonymi Naytiliaki Etaireia Kritis A.E." (Cretan Shipping Company AG) en de bedrijfsnaam "ANEK LINES". De eerste aandeelhouders waren gewone mensen uit Kreta die grote en veilige schepen wilden voor hun frequente reizen naar het vasteland van Griekenland. Het verzorgt veerdiensten voor passagiers en auto's op de route Italië-Griekenland en naar de Griekse eilanden. De maatschappij werd opgericht na de scheepsramp met de SS Heraklion op 8 december 1966. Het schip zonk op zijn reis van Chania naar Piraeus. De ramp eiste 241 dodelijke slachtoffers, waaraan een gedenkteken op Kreta vandaag de dag nog steeds herinnert. Slechts 47 mensen overleefden het zinken van de Heraklion, die de geschiedenis van de internationale scheepvaart inging als de ergste scheepsramp van de jaren zestig.

## Bedrijfsgegevens
De zetel van de vennootschap bevindt zich in de gemeente van Chania en haar maatschappelijke zetel is gevestigd op 148 Karamanli Ave, Chania. De bedrijfsaandelen zijn sinds 1999 genoteerd op de beurs van Athene en worden sinds 2013 verhandeld in de categorie "onder toezicht". Tegenwoordig omvat de vloot van ANEK Lines 9 eigen schepen die onder Griekse vlag varen en gecertificeerd zijn volgens de internationale veiligheids- en kwaliteitsnormen van ISM, ISPS, ISO en HACCP. Naast het moederbedrijf omvat het de volgende dochterondernemingen met de volgende deelnamepercentages: ETANAP S.A. (31,90%), LEFKA ORI S.A. (48,24%), ANEKA HOLDINGS S.A. (99,32%), AIGAION PELAGOS THALASSIES GRAMMES SHIPPING COMPANY (100%), ANEK ITALIA S.r.l. (49%).

## Routes
De traditionele routes van ANEK Lines omvatten die van Ancona, Bari en Venetië naar Patras. Op hun weg daarheen passeren alle schepen de havens van Corfu en Igoumenitsa. Van Piraeus worden de havens van Chania en Heraklion tot het eiland Kreta bediend. Er zijn ook veerverbindingen naar de Cycladen en de Dodekanesos-eilanden.
- Binnen Griekenland:
  - Piraeus - Chania (F/B Elyros - F/B Lato)
  - Piraeus - Heraklion (F/B Olympic Champion)
  - Piraeus - Ios - Santorini - Kasos - Karpathos - Chalki - Rhodos (F/B Prevelis)
  - Piraeus - Milos - Santorini - Heraklion - Sitia - Kasos - Karpathos - Rhodes (F/B Prevelis)
  - Lavrio - Kea - Kythnos - Syros, Syros - Paros - Naxos - Donousa - Amorgos - Koufonisi - Iraklia - Sxoinousa, Syros - Tinos - Andros, Syros - Paros - Naxos - Folegandros - Sikinos - Ios - Thirasia - Santorini - Anafi, Syros - Naxos - Ios - Santorini - Sikinos - Folegandros - Kimolos - Milos (F/B Artemis)
- Griekenland-Italië:
  - Patras - Igoemenitsa - Ancona (F/B Hellenic Spirit)
  - Patras - Korfoe - Igoemenitsa - Venetië (F/B Levka Ori - F/B Sofokles V.)